# Ulota phyllanthoides
Ulota phyllanthoides là một loài Rêu trong họ Orthotrichaceae. Loài này được (Müll. Hal.) Kindb. miêu tả khoa học đầu tiên năm 1889.